# Portugiesendornhai
Der Portugiesendornhai (Centroscymnus coelolepis) ist ein Hai aus der Ordnung der Dornhaiartigen (Squaliformes) mit einer sehr weiten Verbreitung in gemäßigten Regionen aller Weltmeere. Im östlichen Atlantik kommt die Art von Island im Norden bis Namibia im Süden vor, im nördlichen Westatlantik fand man den Portugiesendornhai von der Neufundlandbank bis zur Delaware Bay. Außerdem lebt er im westlichen Mittelmeer, im südlichen Indischen Ozean, an der Südküste Australiens, an der Küste der Nordinsel von Neuseeland und an der Küste des südlichen Japan.

## Merkmale
Der Portugiesendornhai hat einen stämmigen Körper, ist schwärzlich-braun gefärbt, erreicht eine Maximallänge von 115 cm, bleibt für gewöhnlich aber bei einer Länge von ca. 90 cm. Die Placoidschuppen auf den Körperseiten sind sehr groß, rund und glatt, so dass der Hai fast wie ein beschuppter Knochenfisch aussieht. Die Schnauze ist kurz, deutlich kürzer als der Abstand vom unterständigen Maul zur ersten Kiemenspalte und auch kürzer als die Maulbreite. Die Lippen sind nicht dick und fleischig. Die oberen Labialfurchen sind sehr kurz, kürzer als der Abstand zwischen ihren vorderen Enden.  Die Oberkieferzähne sind lanzettförmig. Im Unterkiefer sind die Zähne kurz, schräg und zur Seite gerichtet. Die zwei fast gleich großen Rückenflossen und die mit ihnen verbundenen Stacheln sind sehr klein, stehen aber aus den Flossen hervor. Die erste Rückenflosse liegt hinter den Brustflossen. Die Basis dieser Flosse setzt sich nicht als hervortretender Kamm nach vorn fort. Wie alle Dornhaiartigen hat der Portugiesendornhai keine Afterflosse. Die Basis der zweiten Rückenflosse ist kürzer als der Abstand zwischen ihrer Basis und der Schwanzflosse. Die Bauchflossen ragen über den Ansatz der zweiten Rückenflosse hinaus.

## Lebensweise
Der Portugiesendornhai lebt bodennah an Kontinentalhängen in Tiefen von 270 bis 3700 Metern bei Wassertemperaturen von 5 bis 13 °C. Über seine Lebensweise ist kaum etwas bekannt. Die Art ernährt sich vor allem von kleineren Fischen und Kopffüßern. Sie ist ovovivipar. Pro Wurf werden 13 bis 29 Junghaie geboren, die bei der Geburt 27 bis 33 cm lang sind.